# Roaillan
Roaillan é uma comuna francesa na região administrativa da Nova Aquitânia, no departamento da Gironda. Estende-se por uma área de 11,55 km². Em 2010 a comuna tinha 1 747 habitantes (densidade: 151,3 hab./km²).